# バウハウス大学ヴァイマル

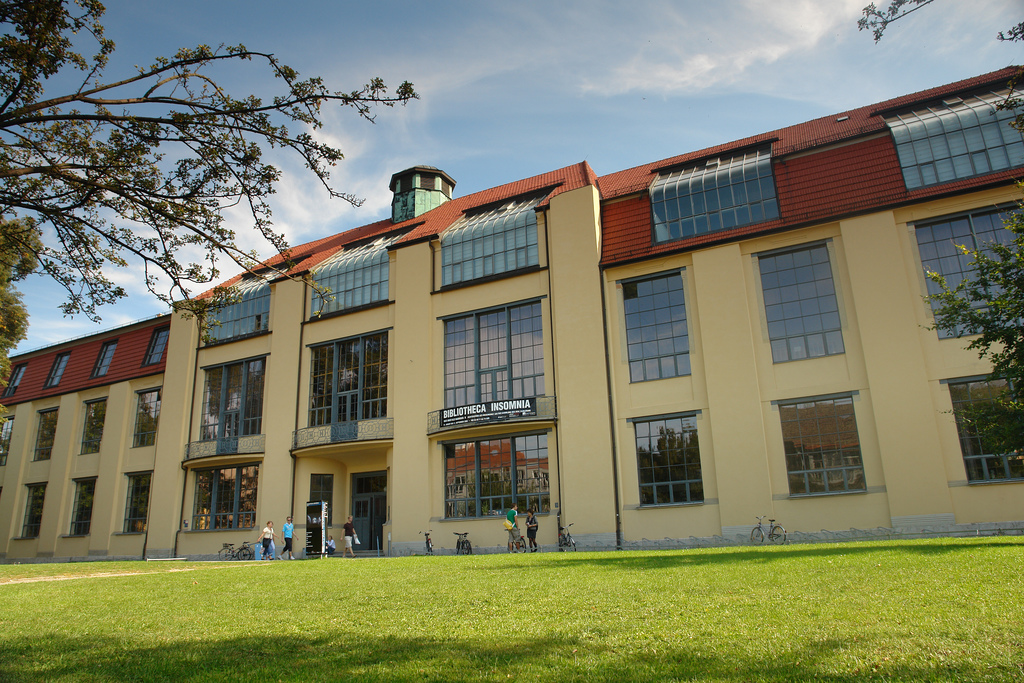
バウハウス大学ヴァイマルの本館

バウハウス大学ヴァイマル（バウハウスだいがくヴァイマル、ドイツ語: Bauhaus-Universität Weimar）は、ドイツ・テューリンゲン州の文化都市ヴァイマル（ワイマール）にある大学で、芸術と技術の分野を専門としている。

## 概要
バウハウス大学ヴァイマルは元々、1860年にザクセン公国芸術学校として設立され、1910年6月3日には大学としての地位を獲得した。1919年、学校は新しい校長ヴァルター・グロピウスによって「バウハウス」と改名され、ナチスにより1925年にデッサウへ、1932年にはベルリン郊外へ移転させられ、1933年に閉校になるまでに現代美術、特に現代建築にモダニズム建築として大きな影響を与えた。
第二次世界大戦後、東ドイツの下でバウハウス大学は再開され、芸術と土木工学の大学として、東ドイツの戦後復興の人材を育てた。1990年のドイツ再統一を経て、1996年には現在の名称になり、建築、土木工学、アート & デザイン、メディアの四部門をもっている。
バウハウス大学ヴァイマルには、4000人以上の学生が在籍しており、留学生の割合は全国平均を約 27% 上回っている。 2010年、バウハウス大学ヴァイマルは、美術学校および大学として創立150周年を迎えた。2019年には、大学は世界中のパートナーと共にバウハウスの創立 100 周年を祝った。

## 参照項目
- バウハウス
- 世界遺産：ヴァイマル、デッサウ及びベルナウのバウハウスとその関連遺産群
- 世界遺産：テルアビブの白い都市